# Mondes et Merveilles
Mondes et Merveilles est une émission de télévision française sur les sciences présentée par Peggy Olmi et diffusée sur France 5 chaque mercredi en prime time à partir du 11 octobre 2006. Elle n'est pas reconduite à la rentrée de septembre 2007.